# Eutima longigonia
Eutima longigonia är en nässeldjursart som beskrevs av Bouillon 1984. Eutima longigonia ingår i släktet Eutima och familjen Eirenidae. Inga underarter finns listade i Catalogue of Life.